# تفضل‌آباد
تفضل‌آباد یک روستا در ایران است که در شهرستان سیرجان واقع شده‌است.